# Отбор за милиони
„Отбор за милиони“ (на английски: Bad News Bears) е американска спортна комедия от 2005 г. на режисьора Ричард Линклейтър, по сценарий на Глен Фикара и Джон Рекуа. Във филма участват Били Боб Торнтън, Грег Киниър и Марша Гей Хардън. Този филм е римейк на The Bad News Bears през 1976 г., продуциран от Paramount Pictures. Получи смесени отзиви от критиците и спечели 34 млн. долара при производствения бюджет от 35 млн. долара.